# Sandro Zanetti
Sandro Zanetti (* 1974) ist ein Schweizer Literaturwissenschaftler.

## Biografie
Zanetti studierte Germanistik, Geschichte und Philosophie in Basel, Freiburg im Breisgau und Tübingen und war nach Forschungs- und Lehrtätigkeiten in Frankfurt am Main, Basel und Berlin von 2008 bis 2011 Juniorprofessor für Neuere deutsche Literaturwissenschaft – mit dem Schwerpunkt Produktionsästhetik der Moderne und Postmoderne – an der Universität Hildesheim. Von 2010 bis 2014 leitete er das DFG-Netzwerk „Improvisation und Invention: Findkünste, Einfallstechniken, Ideenmaschinen“ und von 2015 bis 2019 das SNF-Projekt „Die Dada-Generation nach 1945. Avantgardismus und Modernität in der Literatur der Nachkriegszeit“. Seit 2011 ist Zanetti Professor für Allgemeine und Vergleichende Literaturwissenschaft (AVL) an der Universität Zürich. Er ist außerdem Gründungsmitglied des Zentrums Künste und Kulturtheorie (ZKK), Mitherausgeber des Online-Magazins Geschichte der Gegenwart und Präsident des Vereins Cabaret Voltaire in Zürich.
Zanettis Forschungsschwerpunkte sind Schreibprozessforschung, Lyrik vom 18. Jahrhundert bis zur Gegenwart, Medien- und Literaturtheorie sowie Kunst und Literatur der Avantgarde.
Zanetti lebt mit seiner Partnerin, der Slawistin und Literaturwissenschaftlerin Sylvia Sasse, und den gemeinsamen Söhnen in Zürich.

## Veröffentlichungen

### Monografien
- „zeitoffen“. Zur Chronographie Paul Celans. (Zur Genealogie des Schreibens, Bd. 6). Wilhelm Fink, München 2006, ISBN 978-3-7705-4300-7.
- Avantgardismus der Greise? Spätwerke und ihre Poetik. Wilhelm Fink, München 2012, ISBN 978-3-7705-5163-7.
- Celans Lanzen. Entwürfe, Spitzen, Wortkörper. Diaphanes, Zürich 2020, ISBN 978-3-0358-0319-8.
- Literarisches Schreiben. Grundlagen und Möglichkeiten. Reclam, Ditzingen 2022, ISBN 978-3-1501-1351-6.
- Was bleibt, was kommt? Die Zeit der Literatur. Diaphanes, Zürich 2023, ISBN 978-3-0358-0540-6.

### Herausgeberschaften (Auswahl)
- ‚Mir ekelt vor diesem tintenklecksenden Säkulum‘. Schreibszenen im Zeitalter der Manuskripte. Gemeinsam mit Davide Giuriato, Martin Stingelin. (Zur Genealogie des Schreibens, Bd. 1). Wilhelm Fink, München 2004, ISBN 3-7705-3889-7.
- ‚Schreibkugel ist ein Ding gleich mir: Von Eisen‘. Schreibszenen im Zeitalter der Typoskripte. Gemeinsam mit Davide Giuriato, Martin Stingelin. (Zur Genealogie des Schreibens, Bd. 2). Wilhelm Fink, München 2005, ISBN 3-7705-4112-X.
- ‚System ohne General‘. Schreibszenen im digitalen Zeitalter. Gemeinsam mit Davide Giuriato, Martin Stingelin. (Zur Genealogie des Schreibens, Bd. 3). Wilhelm Fink, München 2006, ISBN 978-3-7705-4350-2.
- Gestirn und Literatur im 20. Jahrhundert. Gemeinsam mit Maximilian Bergengruen, Davide Giuriato. Fischer, Frankfurt am Main 2006, ISBN 978-3-596-16780-7.
- Namen. Benennung – Verehrung – Wirkung. Positionen in der europäischen Moderne. Gemeinsam mit Tatjana Petzer, Sylvia Sasse, Franziska von Thun-Hohenstein. Kadmos, Berlin 2009, ISBN 3-8659-9077-0.
- Schreiben als Kulturtechnik. Grundlagentexte. Suhrkamp, Berlin 2012, ISBN 978-3-518-29637-0.
- Words as Things / Wortdinge / Mots-choses (Zeitschrift figurationen 02/2013). Böhlau, Köln/Weimar/Wien 2013, ISBN 978-3-412-22132-4.
- Improvisation und Invention. Momente, Modelle, Medien. Diaphanes, Berlin/Zürich 2014, ISBN 978-3-03734-743-0
- Transaktualität. Ästhetische Dauerhaftigkeit und Flüchtigkeit. Gemeinsam mit Stefanie Heine. Wilhelm Fink, München 2017, ISBN 978-3-7705-6041-7.
- Ästhetische Theorie. Gemeinsam mit Dieter Mersch, Sylvia Sasse. Zürich: diaphanes 2019, ISBN 978-3-03734-981-6.
- Revolutionen der Literaturwissenschaft 1966–1971. Gemeinsam mit Thomas Fries. Zürich: diaphanes 2019, ISBN 978-3-0358-0217-7.
- The Return of DADA / Die Wiederkehr von DADA / Le Retour de DADA. Gemeinsam mit Agathe Mareuge. Les Presses du réel, Dijon 2022, 4 Bände (1. DADA Filiations | DADA-Filiationen | Filiations DADA, 2. DADA Exhibitions | DADA-Ausstellungen | Expositions DADA, 3. DADA Traces | DADA-Spuren | Traces DADA, 4. DADA Historiographies | DADA-Historiografien | Historiographies DADA), ISBN 978-2-37896-208-1.